# Sułkowice
Sułkowice (udtale: [suu̯kɔˈvʲit͡sɛ]) er en by og kommune (Gmina) i det sydøstlige Polen. Den ligger i voivodskabet Lillepolen (Województwo małopolskie) og har 6.542(2021) indbyggere, og et areal på 	16,46 km². Den er en del af powiat (amt) Myślenice.

## Geografi
Sułkowice ligger 27 km syd for Kraków og har et areal på 16,46 km². Floden Skawinka løber gennem byen.